# FK Bohemians Praga
El FK Bohemians Praga fue un equipo de fútbol de la República Checa que jugó en el Campeonato de Praga, una de las ligas que conforman la quinta división de fútbol en el país.

## Historia
Fue fundado en el año 1996 en el pueblo de Střížkov en la capital Praga con el nombre FC Střížkov Praha 9 y en el 2005 adoptó el nombre del viejo equipo Bohemians Praga, el cual decendiera a la Bohemian Football League en ese año. En el 2010, la Corte de Praga determinó que el club ya no podía usar el nombre Bohemians por no tener conexión con el tradicional club del mismo nombre.
En el 2010, al Bohemians se le restaron 20 puntos y a pagar 6 millones de euros por negarse a jugar contra el Bohemians 1905 y acusó al SK Sigma Olomouc de no presentar evidencia, y el club descendió de la Gambrinus liga. En junio del mismo año no pudieron obtener la licencia para jugar en la Druhá liga y los directivos del club se negaron a pagar, por lo que descendieron a la Bohemian Football League. Ganaron la liga en esa temporada y retornaron al fútbol profesional en la Druhá liga.
En septiembre del 2012, la Corte Checa determinó que el club no podría llamarse Bohemians hasta el 31 de enero del 2013, pero el club en diciembre apeló la decisión de la Corte, la cual tuvo validez.
Tras perder, posteriormente, la batalla legal por los derechos de nombre, el propietario del club Karel Kapr tomó la decisión de liquidar el equipo masculino y la mayoría de los futbolistas recalaron en el SK Třeboradice. El club decidió seguir con la sección femenina y juvenil.

## Relación con el Bohemians 1905
En 1993, Bohemians 1905 se separó de la institución llamada TJ Bohemians Praga y se convirtió en una institución separada. El club funcionó normalmente hasta el día en que aparecieron los problemas financieros al punto de que el club colapsó en el 2005. El TJ Bohemians Praga tomó ventaja de la situación y rentó el logo del Bohemians al FC Střížkov Praha 9, un equipo de tercera división del país. También aportó dinero para ayudar al club a ascender a la Gambrinus liga, pero los aficionados del Bohemians 1905 ayudaron a recuperar el logo.

## Palmarés
- Czech 2. Liga: 1

2007-08
- Bohemian Football League: 3

2006-07, 2010–11, 2014-15